# Baudignan
Baudignan – miejscowość i gmina we Francji, w regionie Nowa Akwitania, w departamencie Landy.
Według danych na rok 1990 gminę zamieszkiwało 40 osób, a gęstość zaludnienia wynosiła 2 osób/km² (wśród 2290 gmin Akwitanii Baudignan plasuje się na 1125. miejscu pod względem liczby ludności, natomiast pod względem powierzchni na miejscu 527.).